# Axel Bang
Axel Sofus Daniel Bang (14. juni 1857 i København - 6. januar 1942 i København) var en dansk overretssagfører, som regnes blandt de mest berømte og betydningsfulde jurister i 1900-tallet.

## Ungdom
Bang var ældste søn af buntmager Anton Christian Bang og Bianca f. Petersen. Hans far var indehaver af familiens pelsforretning på Østergade, A. C. Bang, og var blandt Danmarks førende buntmagere. Bang  indtrådte imidlertid ikke i familiens forretning, men valgte i stedet den juridske løbebane. Han blev student i 1875 fra Haderslev Læreres Skole og cand.jur. i 1880. Samme år fik han ansættelse hos overretsprokurator Christian Herforth, som blev hans læremester. Han involverede sig hos Herforth særligt i ejendomsjura, skrev skøder og lejekontrakter, ordnede boer og skrev til retten. I 1883 blev han overretssagfører og etablerede sin sagførervirksomhed. 

## Sagførervirksomhed
Som advokat fik han hurtigt en betydelig og anset forretning. Han kom til at spille en fremtrædende rolle inden for advokatstandens organisationer. Som ganske ung var han i 1881 medstifter af Juridisk Forening i København (i 1937 blev han denne forenings æresmedlem). I årene 1905–1919 var han medlem af hovedbestyrelsen for Den danske Sagførerforening og derefter næstformand for Sagførerrådet indtil 1924. En yngre kollega, C. B. Henriques, der betragtede Bang som den største inden for den danske advokatstand i 1900-tallet, fremhævede at han havde en dyb forståelse for alle sider af sagførergerningen og en enestående evne til at varetage det menneskelige element i gerningen. Bangs virksomhed uden for retten var omfattende og alsidig. I 1911–1938 var han formand for tilsynsrådet for Sparekassen for Kjøbenhavn og Omegn; han var desuden i en årrække formand for Fællesrepræsentationen for de danske Sparekasser. Han var medstifter af Grundejernes Hypotekforening (direktør til 1918, formand fra 1924). Bang var gennem mange år juridisk rådgiver for Den almindelige danske lægeforening og for Akademisk Arkitektforening. Bangs interesse for praktisk socialt arbejde førte til en udstrakt deltagelse i foreningsarbejde på forskellige områder; således var han i 1897 medstifter af og til 1938 medlem af bestyrelsen for Fængselshjælpen, en tillidspost der lå i naturlig forlængelse af hans omfattende virksomhed som forsvarer i straffesager. Bang stod i første række af de advokater som efter retsplejereformens ikrafttræden 1919 var med til at fastslå forsvarerens rettigheder. Han var medlem af adskillige kommissioner og udvalg til forberedelse af lovgivning.

## Familie
Bang giftede sig i 1882 med Johanne Elise Magurite f. Gautier, datter af kongelig livberidder Carl Gautier. Parret fik tre børn,  højesteretssagfører Otto Bang, som overtog sin fars sagførervirksomhed efter hans død, forfatter Ejnar Bang og grosserer Christian Hjelm Bang. 